# دوبراوکو کولینگر
دوبراوکو کولینگر (انگلیسی: Dubravko Kolinger؛ زادهٔ ۲۹ نوامبر ۱۹۷۵) بازیکن فوتبال اهل آلمان است.
از باشگاه‌هایی که در آن بازی کرده‌است می‌توان به باشگاه فوتبال یان رگنسبورگ، باشگاه فوتبال کیکرز اوفنباخ، باشگاه فوتبال کارلسروهه، باشگاه فوتبال سن پائولی، و باشگاه فوتبال اشتوتگارت اشاره کرد.